# Elísio Medrado
Elísio Medrado là một đô thị thuộc bang Bahia, Brasil. Đô thị này có diện tích 199,541 km², dân số năm 2007 là 7908 người, mật độ 39,63 người/km².